# Біллі Лінн: Довга перерва посеред бою
«Біллі Лінн: Довга перерва посеред бою» (англ. Billy Lynn's Long Halftime Walk) — американський військово-драматичний фільм, знятий Енгом Лі за однойменним романом Бена Фаунтейна. Прем'єра стрічки в Україні відбулася 2 березня 2017 року. Фільм розповідає про 19-річного солдата Біллі Лінна, який повертається з війни в Іраку героєм.

## У ролях
- Джо Алвін — Біллі Лінн
- Ґаррет Гедлунд — Девід Дайм
- Крістен Стюарт — Кетрін Лінн
- Він Дізель — Шрум
- Стів Мартін — Норм Оглесбі
- Макензі Лі — Фейсон
- Кріс Такер — Альберт
- Бен Платт — Джош
- Тім Блейк Нельсон — Вейн

## Виробництво
Зйомки фільму почались у середині квітня 2015 року в Лоукаст-Гроув.

## Нагороди та номінації
| Список нагород та номінацій | Список нагород та номінацій | Список нагород та номінацій | Список нагород та номінацій | Список нагород та номінацій | Список нагород та номінацій |
| Кінопремія                  | Дата церемонії              | Категорія                   | Номінант(и)                 | Результат                   | Дж                          |
| --------------------------- | --------------------------- | --------------------------- | --------------------------- | --------------------------- | --------------------------- |
| Кінопремія Голлівуду        | 6 листопада 2016            | Найкращий продюсер          | Марк Платт                  | Перемога                    | [ 2 ]                       |
| Кінопремія Голлівуду        | 6 листопада 2016            | Найкращий композитор        | Майкл Данна                 | Перемога                    | [ 2 ]                       |